# Cymodusa partis
Cymodusa partis là một loài tò vò trong họ Ichneumonidae.